# Hierodula scutata
Hierodula scutata är en bönsyrseart som beskrevs av Ferdinand Karsch 1892. 
Hierodula scutata ingår i släktet Hierodula och familjen Mantidae. Inga underarter finns listade i Catalogue of Life.